# HMS Tynedale (L96)
«Тайндейл» (L96) (англ. HMS Tynedale (L96) — військовий корабель, ескортний міноносець типу «Хант» «I» підтипу Королівського військово-морського флоту Великої Британії за часів Другої світової війни.
«Тайндейл» закладений 27 липня 1939 року на верфі компанії Alexander Stephen and Sons у Лінтгаузі. 5 червня 1940 року він був спущений на воду, а 2 грудня 1940 року увійшов до складу Королівських ВМС Великої Британії.
Ескортний міноносець «Тайндейл» брав участь у бойових діях на морі в Другій світовій війні, змагався біля західних берегів Європи, на Середземному морі. Залучався до підтримки висадки морського десанту в Італії, супроводжував транспортні конвої союзників.
За проявлену мужність та стійкість у боях бойовий корабель заохочений трьома бойовими відзнаками.

## Історія служби
26 березня 1942 року «Тайндейл» відплив з Фалмута з групою британських кораблів у рамках операції «Колісниця». Запланований рейд спеціального угруповання союзників з британських командос та Королівських ВМС на окупований французький порт Сен-Назер мав за мету виведення з ладу найпотужнішого морського сухого доку «Нормандія» на атлантичному узбережжі, яким міг бути використаний німецьким лінкором «Тірпіц». Застарілий британський есмінець «Кемпбелтаун» був начинений 4 тоннами вибухівки та з розгону врізався у ворота потужного Нормандського сухого доку. «Тайнедейл» та однотипний «Етерстоун» супроводжували «Кемпбелтаун» і решту ударних сил, буксируючи моторний гарматний човен MGB 314 на проході до Сент-Назера. Рано 27 березня «Тайнедейл» помітив німецький підводний човен U-593, і два ескортних есмінці атакували підводний човен. Незважаючи на те, що U-593 вцілів після атаки, есмінці змусили підводний човен залишатися під водою протягом кількох годин, не даючи йому можливості перешкоджати проведенню операції.
«Тайндейл» був переведений для подальшої служби в Середземне море, і у складі 59-го дивізіону есмінців (до якого приєднався 8 березня 1943 року) охороняв конвої між Гібралтаром і Алжиром. Він діяв як перехоплювач під час вторгнення союзників на Сицилію і допоміг врятувати 218 пасажирів з голландського вантажного судна «Фелікс Ян Ван Манікс», який був торпедований і затонув у жовтні.
12 грудня 1943 року під час супроводу конвою з конвоєм KMS34 «Тайнедейл» був торпедований біля Джиджеля, Алжир, підводним човном U-593 під командуванням капітана-лейтенанта Герберта Келлінга, тим самим кораблем, який він пошкодив біля Сен-Назера. Корабель розламався надвоє, і, незважаючи на рятувальні зусилля інших кораблів, 73 члени екіпажу загинули (сім офіцерів і 63 матроси). Пізніше U-593 потопив ще один есмінець класу «Гант», «Голкомбі», але був серйозно пошкоджений глибинними бомбами американського есмінця «Вейнрайт» та британського ескортного міноносця «Кальпе» й змушений спливти північніше алжирського порту Беджая. Човен затонув, а всі члени екіпажу були взяті в полон союзниками.